# Agency, Iowa
Agency là một thành phố thuộc quận Wapello, tiểu bang Iowa, Hoa Kỳ. Năm 2010, dân số của thành phố này là 638 người.

## Dân số
Dân số qua các năm:
- Năm 2000: 622 người.
- Năm 2010: 638 người.